# Adam Krikorian
Adam Krikorian (22 de julio de 1974 - ) es un entrenador estadounidense de waterpolo.

## Palmarés deportivo
Como jugador
- 1 título del Campeonato NCAA de waterpolo masculino

Como entrenador de club
- 13 títulos del Campeonato NCAA de waterpolo masculino

Como seleccionador de waterpolo de Estados Unidos
- Oro en los Juegos Olímpicos de Londres 2012
- Oro en la copa FINA en Christchurch 2010
- Oro en el mundial de KAZAN Rusia 2015